# Cordillera Huayhuash
La Cordillera Huayhuash è una catena montuosa delle Ande del Perù. È situata al confine tra due regioni che sono la Regione di Ancash e la Regione di Huánuco. Sei picchi superano i 6000 metri, tra cui la seconda vetta più alta del Perù, l'Yerupaja e il Siula Grande. La Cordillera è uno degli ecosistemi più fragili del Perù, ma fortunatamente è ancora intatto. L'isolamento che ha subito per decenni ha fatto sì che non subisse i problemi del saccheggio che hanno avuto le altre Cordillere. Ma recentemente il suo isolamento sta diminuendo sempre più, grazie alla costruzione di nuove strade e l'aumento dell'affluenza turistica. Il trekking ad anello è considerato tra i tre più spettacolari e belli del mondo. 

## Flora e fauna
La Cordillera Huayhuash ha una notevole varietà di flora e fauna. Grazie a degli studi sono stati individuati 272 specie di piante raggruppate in 148 generi, 55 famiglie. Ci sono 61 specie di uccelli, 14 mammiferi, due specie di anfibi e due di pesci. Ci sono laghi di color turchese dove si possono trovare delle trote e, infine, ci sono cinque zone ecologiche nella Cordillera.

## Turismo
La Cordillera è considerata uno dei luoghi più belli e incontaminati del mondo, grazie alla sua estrema inaccessibilità. Per attraversarla tutta quanta bisogna camminare 180 km in un'altitudine di 4 300 metri, ma a differenza della cugina Cordillera Blanca ha un minor afflusso turistico.